# Sonia Sotomayor
Sonia Maria Sotomayor (født 25. juni 1954) er dommer i USA's højesteret. Hun blev udnævnt af Barack Obama i 2009. Hun er den første hispanic og latina dommer der har besiddet posten.
Sotomayor er født i the Bronx, New York af forældre fra Puerto Rico. Hendes far døde da hun var ni, og hun blev efterfølgende opdraget af sin mor. Sotomayor er uddannet fra Princeton University i 1976, og Yale Law School i 1979. Hun var redaktør for the Yale Law Journal i 1979. Hun arbejde som assisterende distriktsadvokat i fire år, før hun indgik i privat praksis i 1984. Hun har været aktiv i bestyrelser for bl.a. Puerto Rican Legal Defense and Education Fund, the State of New York Mortgage Agency og New York City Campaign Finance Board.